# Ксав'єр

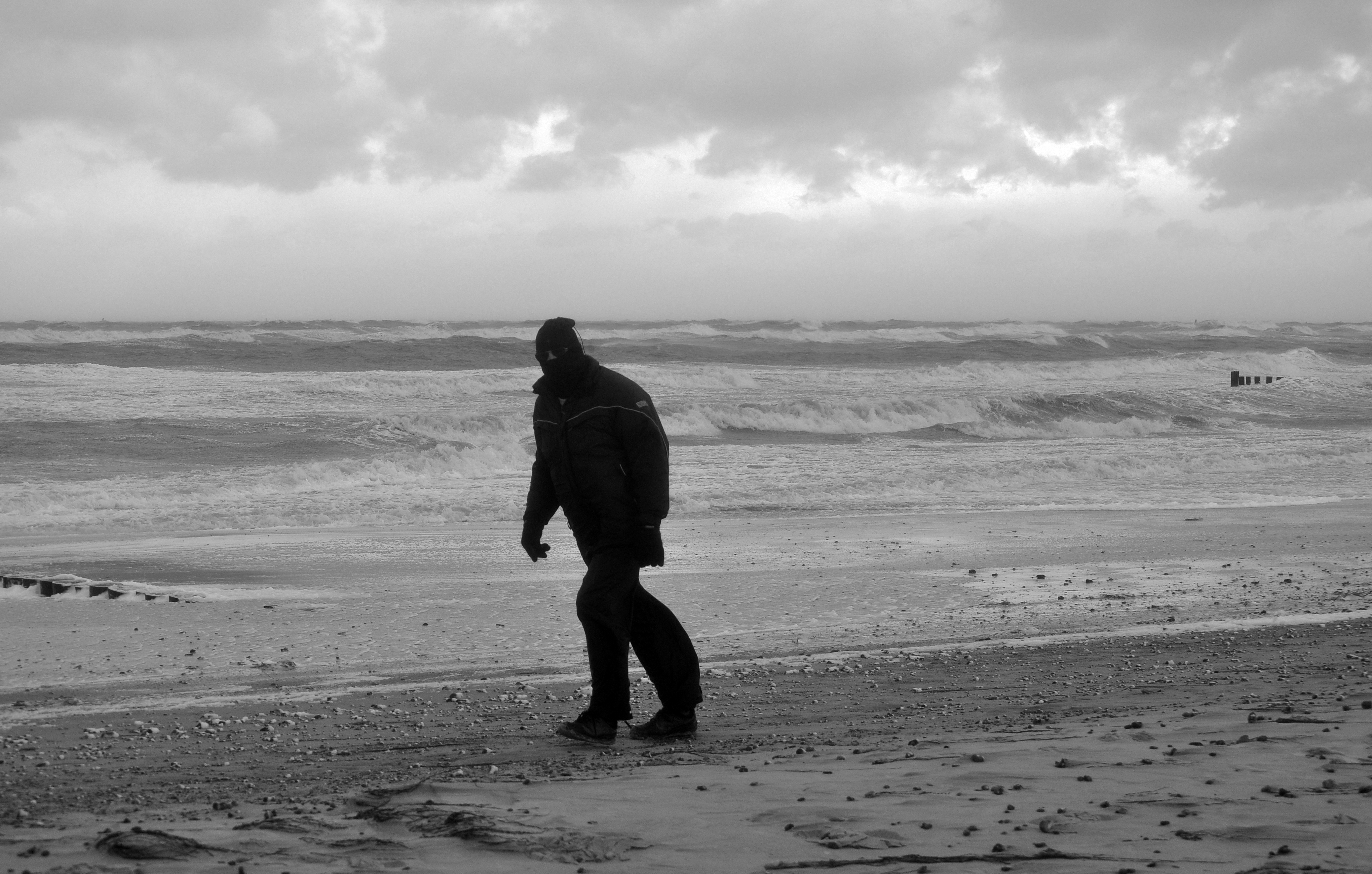

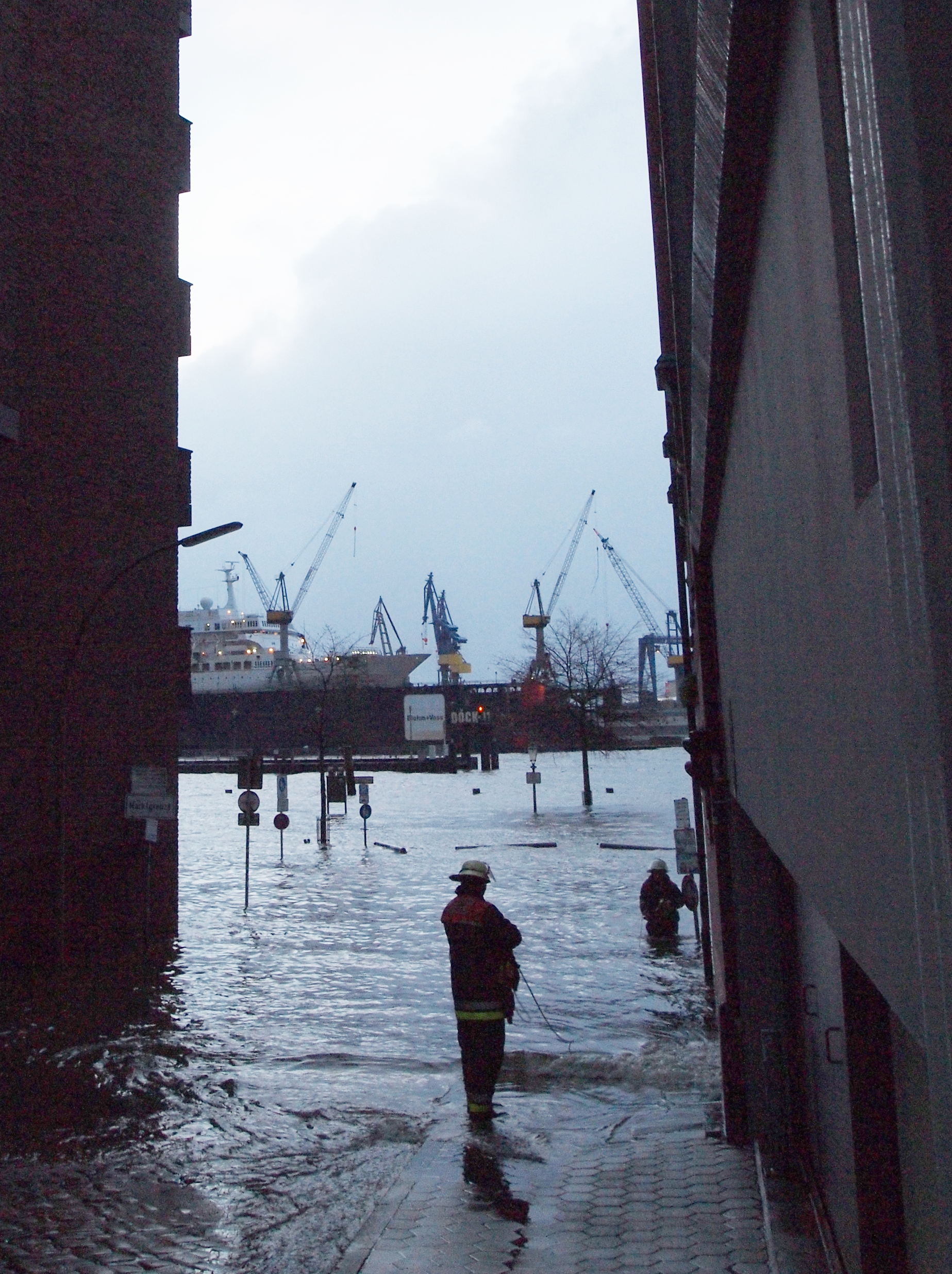
Ельба в Альтона (Гамбург)

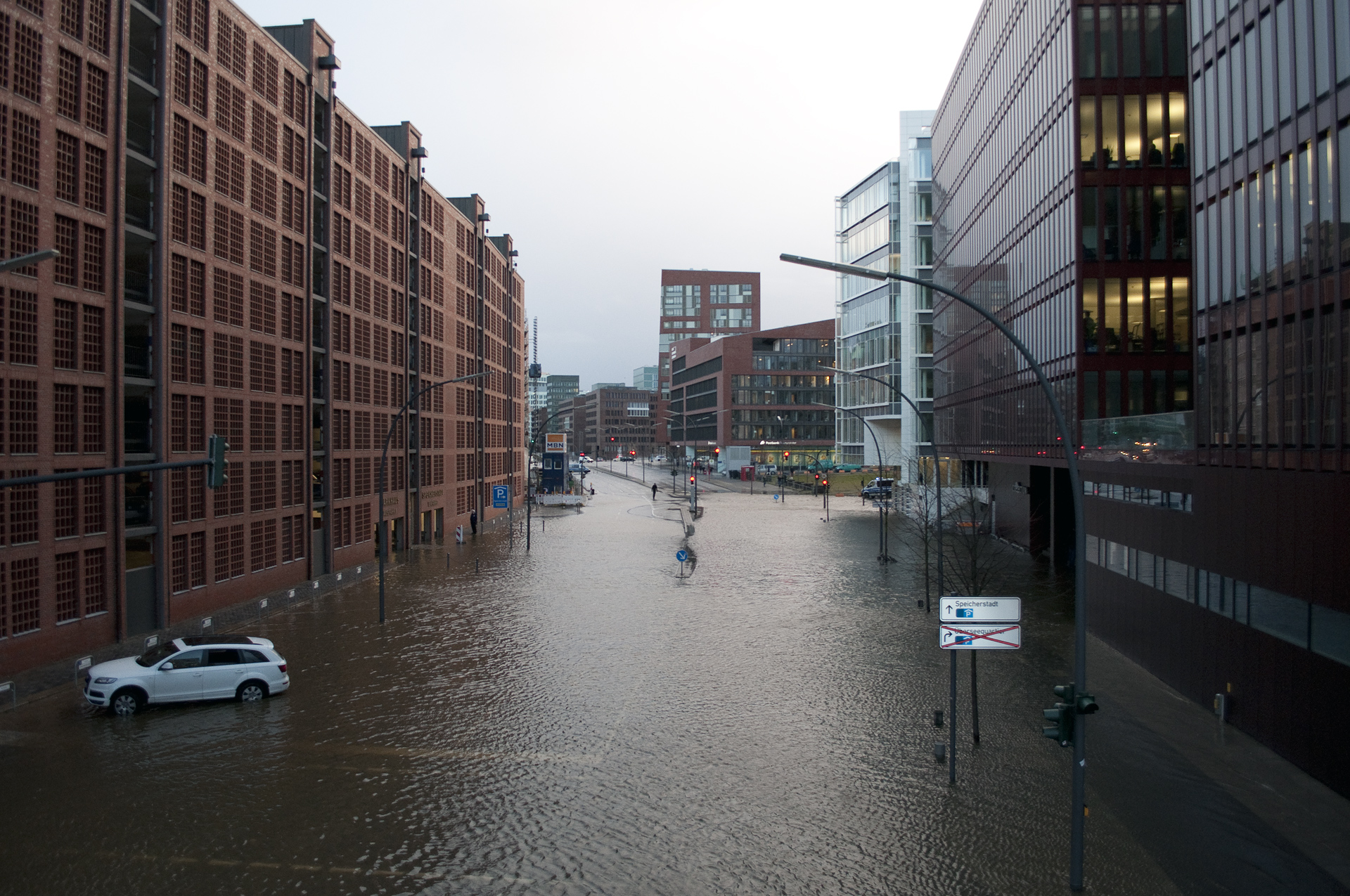
Гамбург (Hamburg-HafenCity), ранок 6 грудня 2013 року.

Потужний шторм у Європі названий " Ксав'єр " у Німеччині , " Свен " у Швеції , " Боділ " в Данії. 
Сформувався 4 грудня 2013 року. Спочатку  під удар стихії потрапили жителі Шотландії та Англії. Швидкість вітру становила близько 228 км / год.  У Шотландії і Північній Ірландії залишилися без електрики 25 тисяч будинків. У країнах Північної Європи , шторм викликав хаос на дорогах і затоплення прибережних районів. Станом на 6 грудня 2013 р. в результаті удару стихії загинули 5 осіб. Потужні пориви вітру і снігопад затримали в аеропорту Гамбурга близько 130 рейсів. Експерти вважають, що це найсильніший шторм за остання 30 років.